# Rachael Ray

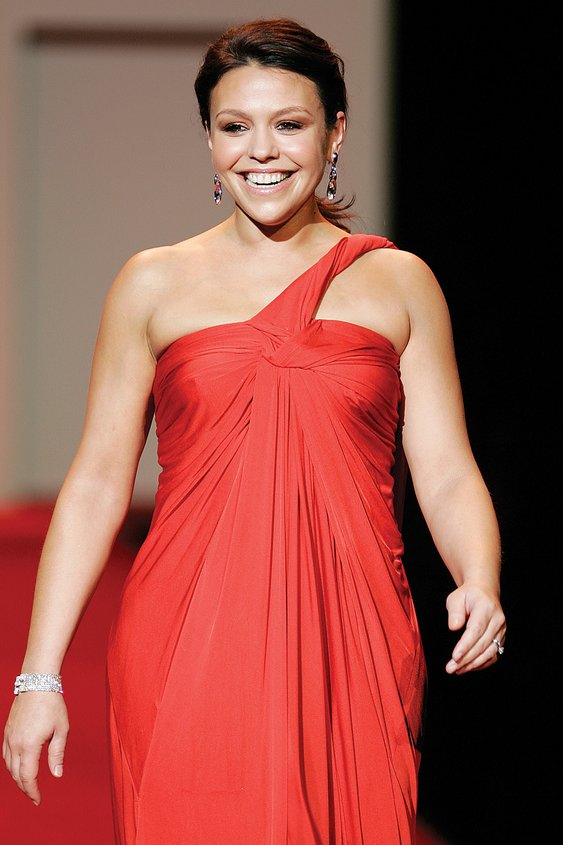
Rachael Ray, 2008

Rachael Domenica Ray (* 25. August 1968 in Glens Falls, New York) ist eine US-amerikanische Fernsehmoderatorin und Autorin.

## Leben
Ihre Eltern Elsa Scuderi und James Ray waren Besitzer des Restaurants Carvery bei Cape Cod in Massachusetts. Nach ihrer Schulzeit in Lake George, New York arbeitete Ray zunächst als Verkäuferin bei Macy’s in New York City.
Später zog sie zurück in ihre Heimat und managte in Lake George Brown’s Pub im Hotel The Sagamore. Neben ihrer Arbeit gab sie Kochkurse, in denen sie Rezepte für 30 Minuten Kochzeit lehrte. Auf ihre 30 Minuten Gerichte wurde der örtliche Sender WRGB, der zu CBS gehört, aufmerksam, und sie erhielt dort eine erste wöchentliche Kochshow. Ray hatte in der Folgezeit zudem Radioauftritte und gab ihr erstes Kochbuch heraus.
2005 unterzeichnete Ray einen Vertrag mit Oprah Winfrey und King World Productions für eine tägliche Fernsehtalkshow. Die Show mit dem Titel Rachael Ray, die in New York City produziert wird, erschien erstmals am 18. September 2006. Ray erschien in Gastauftritten unter anderem in den Talkshows The View, The Today Show, The Tonight Show with Jay Leno, The Late Show with David Letterman, Late Night with Conan O’Brien und Larry King Live.
Im September 2005 heiratete Ray in Montalcino, Italien den Rechtsanwalt und Sänger John Cusimano.
Seit Oktober 2005 gibt Ray in Zusammenarbeit mit dem Verlag The Reader’s Digest Association die Zeitschrift Every Day with Rachael Ray heraus. In verschiedenen US-amerikanischen Werbespots ist Ray als Werbeträger zu sehen, unter anderem für Nabisco-Cracker und seit 2007 für Dunkin’ Donuts. 2008 produzierte Ray bei Food Network die lateinamerikanische Kochshow Viva Daisy! mit Daisy Martinez. 2010 moderierte Ray bei Food Network drei Kochsendungen.

## Werke (Auswahl)
- 1999: 30 Minute Meals
- 2000: Rachael Ray’s Open House Cookbook
- 2001: Comfort Foods
- 2001: Veggie Meals
- 2003: 30-Minute Meals 2
- 2003: Get Togethers: Rachael Ray 30 Minute Meals
- 2004: $40 a Day: Best Eats in Town
- 2004: Rachael Ray’s 30-Minute Meals: Cooking ’Round the Clock
- 2004: Rachael Ray’s 30-Minute Meals for Kids: Cooking Rocks!
- 2005: Rachael Ray’s 30-Minute Get Real Meals : Eat Healthy Without Going to Extremes
- 2005: Rachael Ray 365: No Repeats: A Year of Deliciously Different Dinners
- 2006: Rachael Ray 2, 4, 6, 8: Great Meals for Couples or Crowds
- 2006: Rachael Ray’s Express Lane Meals
- 2007: Rachael Ray: Just In Time
- 2008: Yum-O! The Family Cookbook
- 2008: Rachael Ray’s Big Orange Book
- 2009: Rachael Ray’s Book Of 10: More Than 300 Recipes To Cook Every Day

## Preise und Auszeichnungen (Auswahl)
- 2007: Nominierung für den Daytime Emmy Award, Outstanding Talk Show Host